# パーキングエリア
パーキングエリア（Parking Area）とは、日本の高速道路などの道路休憩施設の一種。「PA」と略記される。
日本のパーキングエリアは高速道路や有料道路などにおおむね15キロメートル (km) おき（北海道はおおむね25 kmおき）に設けられる比較的小規模な休憩施設である。ただしこれには例外も数多く存在しており、北関東自動車道の笠間PAと壬生PAのように50 km近く離れている例もあり、（大分 - 宮崎間全通後の）東九州自動車道に至っては大分松岡PA - 川南PAまで約150 kmもの間隔が空いているという例もある。
日本ではサービスエリアとパーキングエリアに道路休憩施設が区分されているが、「パーキングエリア」や「サービスエリア」は和製英語であるため日本以外では用いられず、日本独自の区分である。英語ではレストエリア（Rest Area）と呼ばれ、アメリカの道路休憩施設では「サービスエリア」や「パーキングエリア」などの呼び分けは無い。

## 日本のパーキングエリア

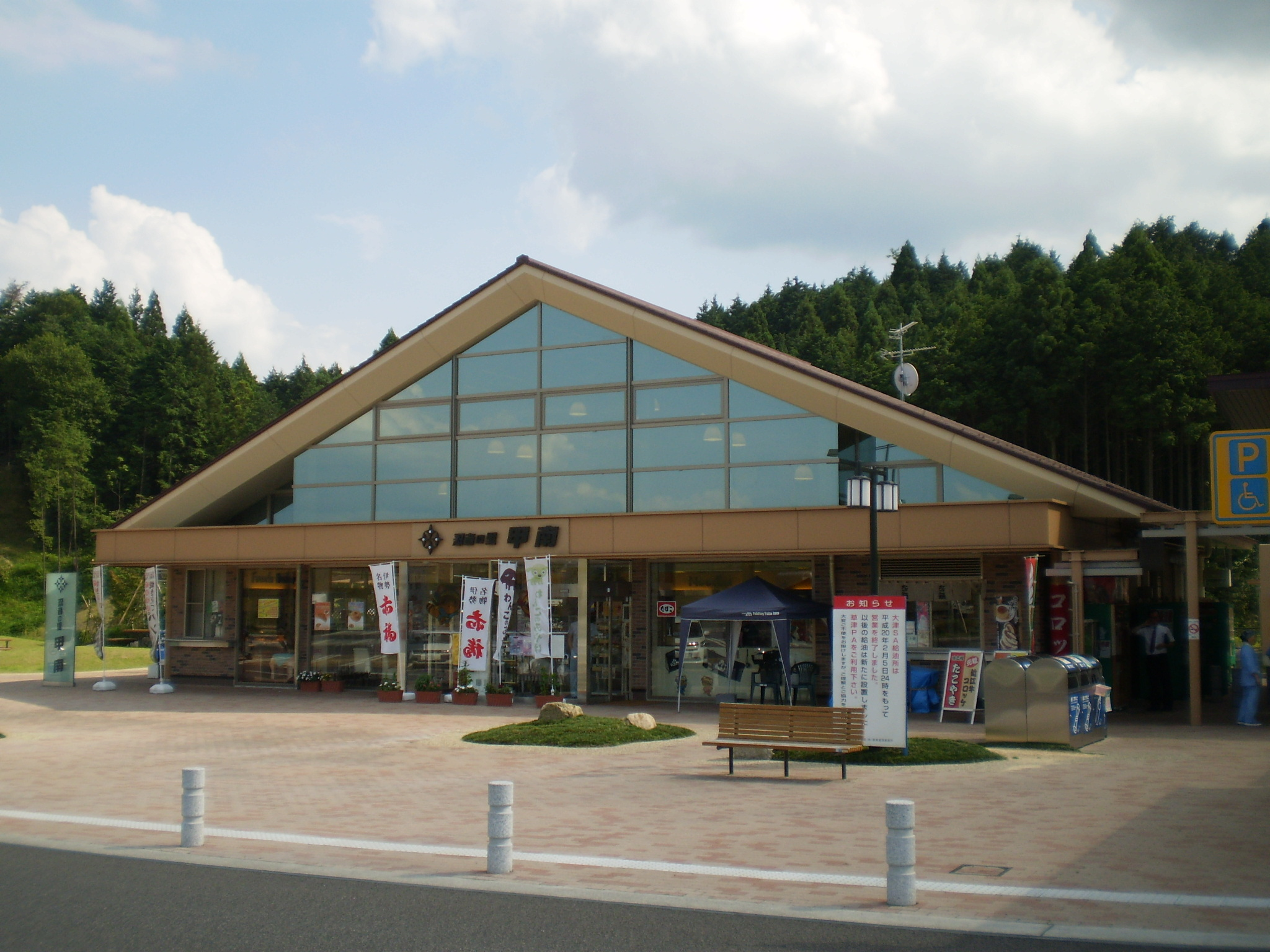
新名神高速道路 甲南PA

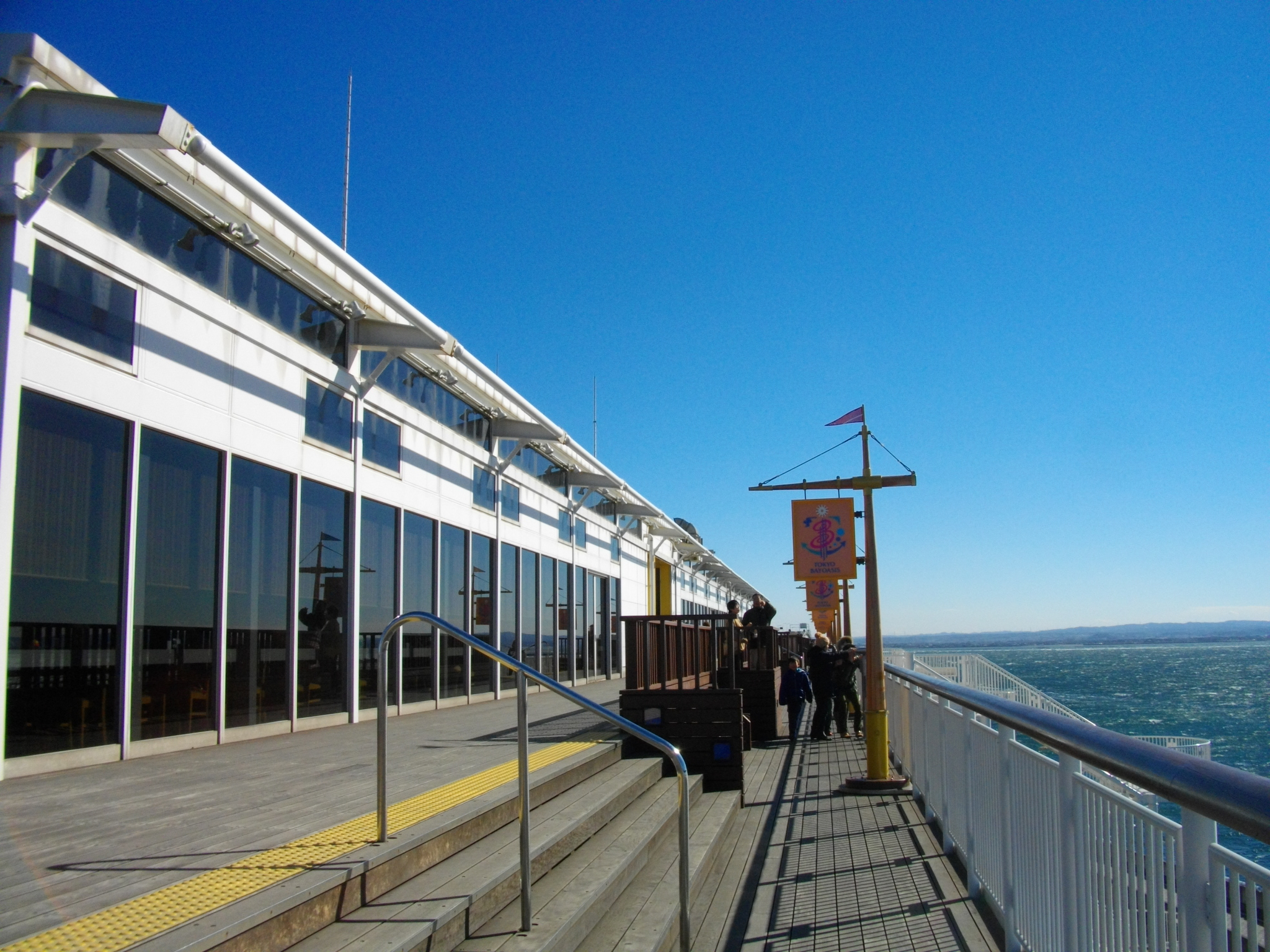
東京湾アクアライン 海ほたるPA

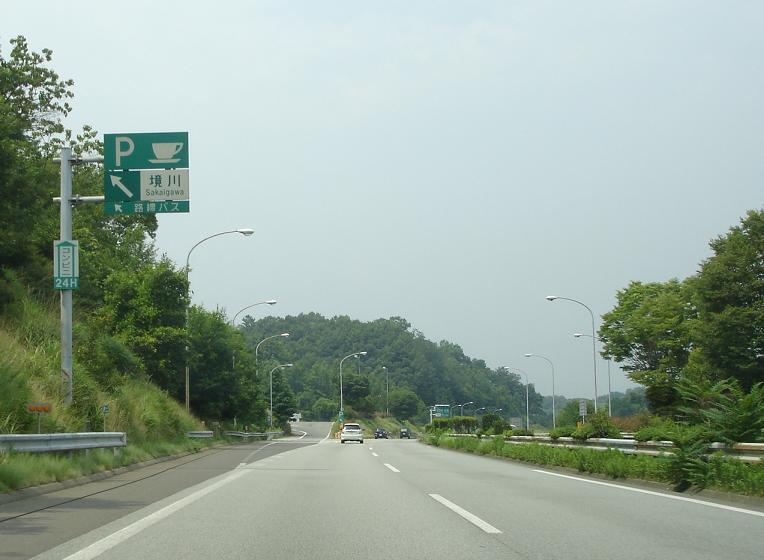
PAを示す一般的な標識

高速道路などでは道路の途中で自動車を停めることが出来ないことから、連続運転し続けたドライバーが途中休息をとれるように、駐車場、トイレ、自動販売機など必要最小限の設備が設けられている。サービスエリア（SA）よりも小規模な施設ながら、売店や軽食（スナック）コーナーなどが設けられているPAも多い。道路公団民営化後は、それまで設置できなかったファーストフード店・コンビニエンスストアが設置されるようになっている。また、地方のPAにおいては合理化のため、売店やスナックコーナー、案内所などを廃止して無人化し、自販機とトイレ・公衆電話のみの設備に縮小するケースも増えている。なお、鳥取県・島根県・高知県・宮崎県・鹿児島県および沖縄県に終夜営業店（ショッピングコーナーやフードコートなど）を備えたPAは存在しない。
一般的には、PAよりもSAのほうが規模は大きい。ただしPAとSAには明確な区別はなく、SA並みの大きな規模のPAもある。海ほたるPA・三芳PA・清水PA・基山PAなどがその例である。これらのPAは交通量が多い区間がほとんどで、利用客のニーズに合わせてSA並みの施設が整備されている。
阪神高速道路では、料金所を撤去した跡地や、将来の延伸を見越して建設された施設等を活用した「ミニパーキングエリア（ミニPA）」も設けている。通常のPAでは本線の交通量等や立寄率等を考慮して施設規模が決まるのに対し、ミニPAでは遊休空間の規模が最大の制約条件となる点が大きな違いである。

### 特殊な形態や特徴的なサービスの例
PAは非常に数が多いため、ここでは一部のみ述べる。PAの情報は各高速道路会社のホームページを参照。
日本のサービスエリア・パーキングエリア一覧 (道路別)
上下線共用型PA
八雲PA（道央道）・秩父別PA（深川留萌道）・白滝PA（旭川紋別道）・笠間PA・太田強戸PA（北関東道）・新倉PA（東京外環道）・菖蒲PA（圏央道）・富楽里PA（富津館山道路）・海ほたるPA（東京湾アクアライン）・清水PA（新東名高速）・鞍ヶ池PA（東海環状道）・三方五湖PA（舞鶴若狭道）・由良川PA（京都縦貫道）・山東（但馬のまほろば）PA（北近畿豊岡道）・用瀬PA（鳥取道）・名和PA（山陰道）・与島PA（瀬戸中央道）・川南PA（東九州道）など
階段・歩道橋・バス停・ウェルカムゲートなどを使い上下線を行き来できる上下線施設利用可能なPA
野幌PA・茶志内PA（2つとも道央道）・三本木PA・田山PA・湯瀬PA（3箇所とも東北道）・波志江PA（北関東道）・千曲川さかきPA・佐久平PA（2つとも上信越道）・みどり湖PA（長野道）・徳光PA・大積PA、栄PA（3箇所とも北陸道）・愛鷹PA・日本平PA（2つとも東名高速）・釈迦堂PA・境川PA・八ヶ岳PA・辰野PA・阿智PA・神坂PA（6箇所とも中央道）・菩提寺PA（名神高速）・社PA・安富PA・上月PA・美作追分PA・神郷PA・筒賀PA・深谷PA・湯田温泉PA（以上8箇所は中国道）・大山PA（米子道）・金城PA（浜田道）・権現湖PA・白鳥PA・沼田PA・周防灘PA（4箇所とも山陽道）・緑PA（神戸淡路鳴門道）・大浜PA・瀬戸田PA（2つとも西瀬戸道（瀬戸内しまなみ海道））・鳴門西PA（高松道）・阿波PA（徳島道）・須恵PA・基山PA・山川PA・坂本PA・吉松PA（5箇所とも九州道）・大村湾PA（8時 - 20時）（長崎道）・由布岳PA（大分道）・中城PA（沖縄道）など
売店が片車線のみにあるPA
ただし、大山PAを除き、上下線の相互往来は不可。
大山PA（上）（バス停を通って行き来可能)・溝辺PA（上）など
インターチェンジ併設PA
甲南PA（新名神高速）・北上金ヶ崎PA・黒磯PA（2箇所とも東北自動車道）・日立中央PA（常磐自動車道）・淡路島南PA（神戸淡路鳴門道）など
レストラン併設PA
羽生PA下り線（東北道）・三芳PA上り線（関越道）・海ほたるPA（東京湾アクアライン）・新城PA下り線（東名高速）・湾岸長島PA（伊勢湾岸道）など
給油所併設のPA
由仁PA（道東道）・輪厚PA（道央道）・安積PA・吾妻PA下り線・菅生PA・鶴巣PA（4箇所とも東北道）・酒々井PA（東関東道）・三芳PA（関越道）・笠間PA・太田強戸PA（2箇所とも北関東道）・菖蒲PA（圏央道）・黒埼PA（北陸道）・松代PA（上信越道）・阿智PA・虎渓山PA上り線・内津峠PA下り線（3箇所とも中央道）・刈谷PA（伊勢湾岸道）・草津PA（名神高速）・王司PA（中国道）・今川PA・川南PA（2箇所とも東九州道）など
インフォメーション併設のPA
輪厚PA（道央道）・酒々井PA（東関東道）・海ほたるPA（東京湾アクアライン）・三芳PA（関越道）・黒埼PA（北陸道）・清水PA（新東名高速道路）・壇之浦PA・めかりPA（2つとも関門橋）・基山PA下り線（九州道）
ドッグランのあるPA
金山PA下り線（札樽道）・鮎沢PA上り線（東名高速）・佐久平PA（上信越道）・尾張一宮PA下り線・黒丸PA上り線・菩提寺PA下り線（3箇所とも名神高速）・社PA下り線（中国道）・大村湾PA下り線（長崎道）など
ハイウェイオアシスに接続するPA
八雲PA・豊浦噴火湾PA（2つとも道央道）・櫛引PA（山形道）・富楽里PA（富津館山道路）・徳光PA（北陸道）・藤岡PA上り線・佐久平PA・小布施PA・新井PA（4箇所とも上信越道）・川島PA（東海北陸道）・鞍ヶ池PA（東海環状道）・刈谷PA（伊勢湾岸道）・亀山PA（東名阪道）・河原PA下り線（鳥取道）・名和PA（山陰道）など
日帰り入浴施設のあるPA
刈谷PA（伊勢湾岸道）
ゲームセンターのあるPA
海ほたるPA（東京湾アクアライン）
コインシャワーのあるPA
安積PA（東北道）・寄居PA上り線（関越道）・中井PA下り線・鮎沢PA上り線（2つとも東名高速）・草津PA（名神高速）・徳光PA下り線（北陸道）・淡河PA（山陽道）・美作追分PA（中国道）・吉志PA下り線（九州道）など。なお草津PAと淡河PA下り線と吉志PA下り線は「シャワーステーション」として、コインシャワーのほか、コインランドリーやマッサージチェアのサービスが設置されている。かつて基山PA下り線にも設置されていたが、吉志PA下り線新設に伴い閉鎖された。
コインランドリーのあるPA
鮎沢PA上り線・中井PA下り線（いずれも東名高速）・草津PA（名神高速）・淡河PA下り線（山陽道）
コンビニエンスストアが併設されているPA
コンビニが単独で設置されている場合は自動販売機が設置されていないことが多い。
千代田PA上下線・日立中央PA（常磐道）・波志江PA上下線（北関東道）・大栄PA上下線（東関道（上下ともセブンイレブン））・狭山PA内回り（圏央道）・藤野PA下り線（中央道（ファミリーマート））・海ほたるPA（東京湾アクアライン）・室津PA（神戸淡路鳴門道）・基山PA・壇之浦PA・玉名PA・黒磯PA・垂水PA・大黒PAなど
有名なチェーン店が出店しているPA
尾張一宮PA上下線（名神高速、スターバックス）・東郷PA上り線（東名高速、ドトールコーヒー）・石川PA下り線（中央道、ドトールコーヒー）・基山PA（下り：エクセルシオール カフェ・上り：スターバックス）・藤野PA（上り：モスバーガー）、酒々井PA（上り:モスバーガー、ニューとん太、下り：松屋、スターバックス）など
- 牛丼チェーンが出店しているPA

赤塚PA上り（吉野家）・石川PA上り（吉野家）・鶴巣PA下り（吉野家）・屏風山PA上り（吉野家）・玉名PA上り（吉野家）・亀山PA上り（すき家）・内津峠PA下り（すき家）・天理PA上り（松屋）・酒々井PA下り（松屋）・京葉市川PA下り（松屋）・直方PA上り（松屋）
宿泊施設が併設されているPA
新井PA（上信越道）・壇之浦PA下り線（関門橋）
スナック・ショッピングコーナーが廃止されたPA
大和PA（上）・佐原PA（上）・揖保川PA（下）・帝釈峡PA・湯田温泉PA・寒曳山PA（上下）・須恵PA（セブン-イレブンあり）・坂本PA・溝辺PA（下）など
給油所が閉鎖されたPA
栄PA（黒埼PAに移転したため）・赤松PA（西宮名塩SAの新設に伴い移転したため）・帝釈峡PA・八ヶ岳PA下り線など
片車線のみにあるPA
本輪西展望所上り線（道央道）・藤岡PA上り線（上信越道）・虎渓山PA上り線（中央道）・古城山PA上り線・瓢ヶ岳PA下り線（2つとも東海北陸道）・東大阪PA下り線（近畿道）・氷上PA下り線（北近畿豊岡道）・垂水PA下り線・名谷PA上り線（2つとも第二神明道路）・和田山PA上り線（播但道）・福原PA上り線・河原PA下り線（2つとも鳥取道）・上浦PA下り線（西瀬戸道（瀬戸内しまなみ海道））・馬立PA上り線・立川PA下り線（2つとも高知道）・壇之浦PA下り線・めかりPA上り線（2つとも関門橋）・直方PA上り線・鞍手PA下り線（2つとも九州道）・木場PA下り線・今村PA上り線（2つとも長崎道）・井上PA上り線・大刀洗PA下り線（2つとも大分道）など

### 車線数
暫定2車線で供用されている区間の多くはエリアの前後区間で一時的に4車線化していることが多い（4車線拡張時に対応できるようにランプ部を若干広く確保していることが多い）。ただし2車線のままである事もある。

### 周辺施設の活用
都市部の高速道路では、休憩施設としてのPAの増設を求める意見が多く寄せられる一方で、用地買収等の困難さから新たなPAの建設が難しいという事情を鑑み、高速道路の出口周辺の大型商業施設と提携し、施設の駐車場をPA代わりとして活用するという試みも行われている。
阪神高速道路では、2009年よりETC利用車を対象に、5号湾岸線・尼崎末広出入口近くの「尼崎テクノランド」（2024年3月31日をもってサービス終了）、11号池田線・豊中南出入口近くの「ロイヤルホームセンター豊中店」そして、2020年からは3号神戸線 尼崎東出口・尼崎西出入口近くのアマドゥの3ヶ所を「路外PA」として、出口を出て当該施設を利用した車が2時間以内に再び流入した場合、通行料金を通常通り本線を通過した場合と同じ扱いとする社会実験を行っている。ただし対象は、出口を出る前と再流入時で同一方向へ走行する場合に限られる。また路外PAを利用せず、単に当該出口を出て2時間以内に再流入した場合も通常通りの料金となる。その他、対象施設の営業時間外はPAとしての利用もできない。
また、ETC2.0搭載車両限定で、同様の道の駅での一時退出実験も行われている。

## 欧米の道路休憩施設との比較

### アメリカ
アメリカのレストエリアはトイレや飲料の自動販売機などしかないところがほとんどである。アメリカでは高速道路は無料区間が多く、高速道路の各出口にはファーストフード店、ガソリンスタンド、ホテルなどの表示が設置されており、食事やトイレ、給油などが必要なときは表示をたよりにいったん高速道路を下りてから利用するのが一般的である。

### ドイツ
ドイツの道路休憩施設は、駐車だけのスペースのもの、トイレ付きの駐車場、給油所のあるタンクシュテレ、さらにレストラン・売店・簡易宿泊施設などを併設するラストホーフなどと機能別に大きく4つに分かれる。